# Caraguatatuba
Caraguatatuba là một đô thị ở bang São Paulo, Brasil. Thành phố này có dân số (năm 2007) là 88.815 người, diện tích là 483.950 km², mật độ dân số 183,52 người/km². Đô thị này nằm ở độ cao m, cách thủ phủ bang São Paulo km. Khu định cư tại đây được thiết lập ngày 20 tháng 4 năm 1857. Đây là đô thị lớn nhất ở bờ biển phía bắc bang này. Theo điều tra năm 2000, đô thị này có chỉ số phát triển con người 0,802. Kinh tế chủ yếu là du lịch và nông nghiệp.
Đô thị này giáp các đô thị: Natividade da Serra, Ubatuba, Đại Tây Dương về phía đông nam, São Sebastião, Salesópolis, Paraibuna.